# Kabinett von Kahr II
Das Kabinett von Kahr II bildete vom 16. Juli 1920 bis 11. September 1921 die Staatsregierung von Bayern.
Sie trat ihr Amt nach der Landtagswahl in Bayern am 6. Juni 1920 an, bei der die BVP mit deutlichem Vorsprung stärkste Kraft wurde.

## Mitglieder
| Amt                           | Name                   | Bild | Partei | Partei |
| ----------------------------- | ---------------------- | ---- | ------ | ------ |
| Ministerpräsident             | Gustav Ritter von Kahr |      |        | BVP    |
| Äußeres                       | Gustav Ritter von Kahr |      |        | BVP    |
| Inneres                       | Gustav Ritter von Kahr |      |        | BVP    |
| Justiz                        | Christian Roth         |      |        | BMP    |
| Kultus                        | Franz Matt             |      |        | BVP    |
| Finanzen                      | Wilhelm Krausneck      |      |        | BVP    |
| Soziales                      | Heinrich Oswald        |      |        | BVP    |
| Handel, Industrie und Gewerbe | Eduard Hamm            |      |        | DDP    |
| Landwirtschaft                | Johannes Wutzlhofer    |      |        | BB     |